# М'ята польова
М'ята польова (Mentha arvensis) — багаторічна трав'яниста рослина роду м'ята родини глухокропивових.

## Народні назви
Драголюб, полусент-марія, м'ята кінська, котячка.

## Морфологія і біологія

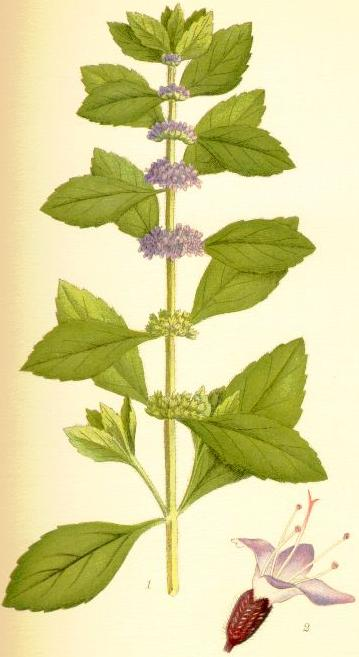
Малюнок м'яти польвої з книги Карла Ліндмана «Bilder ur Nordens Flora»

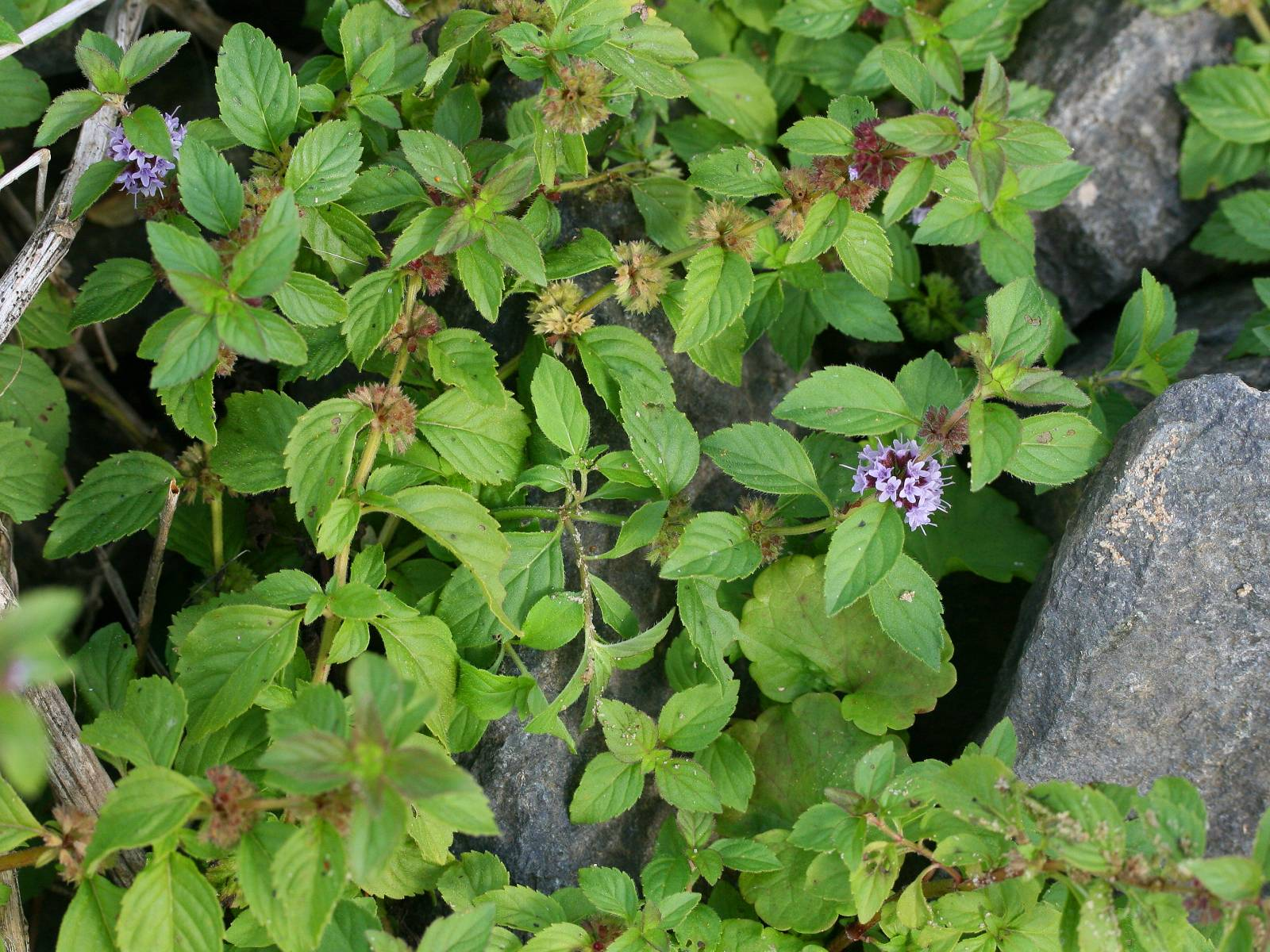

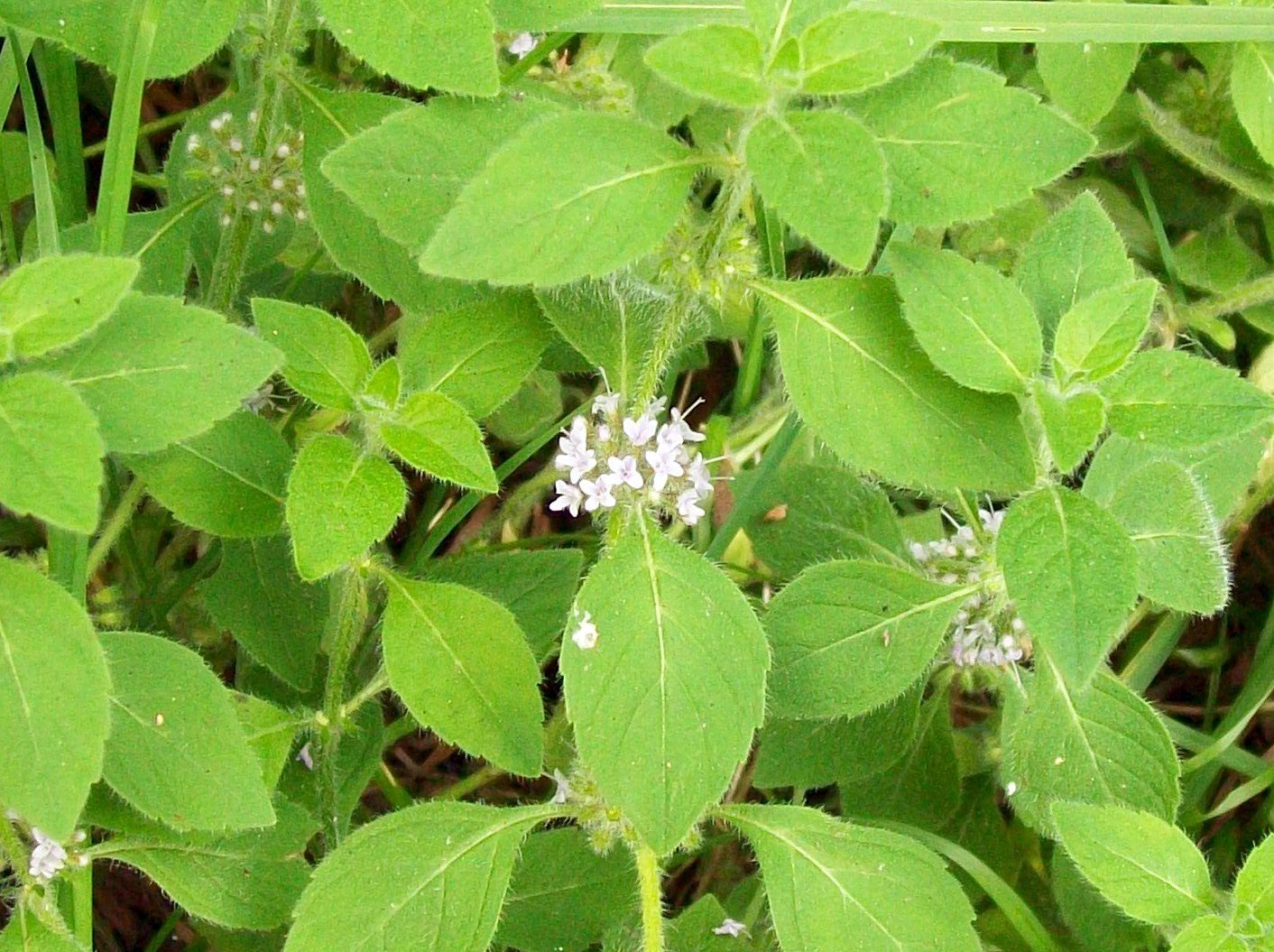

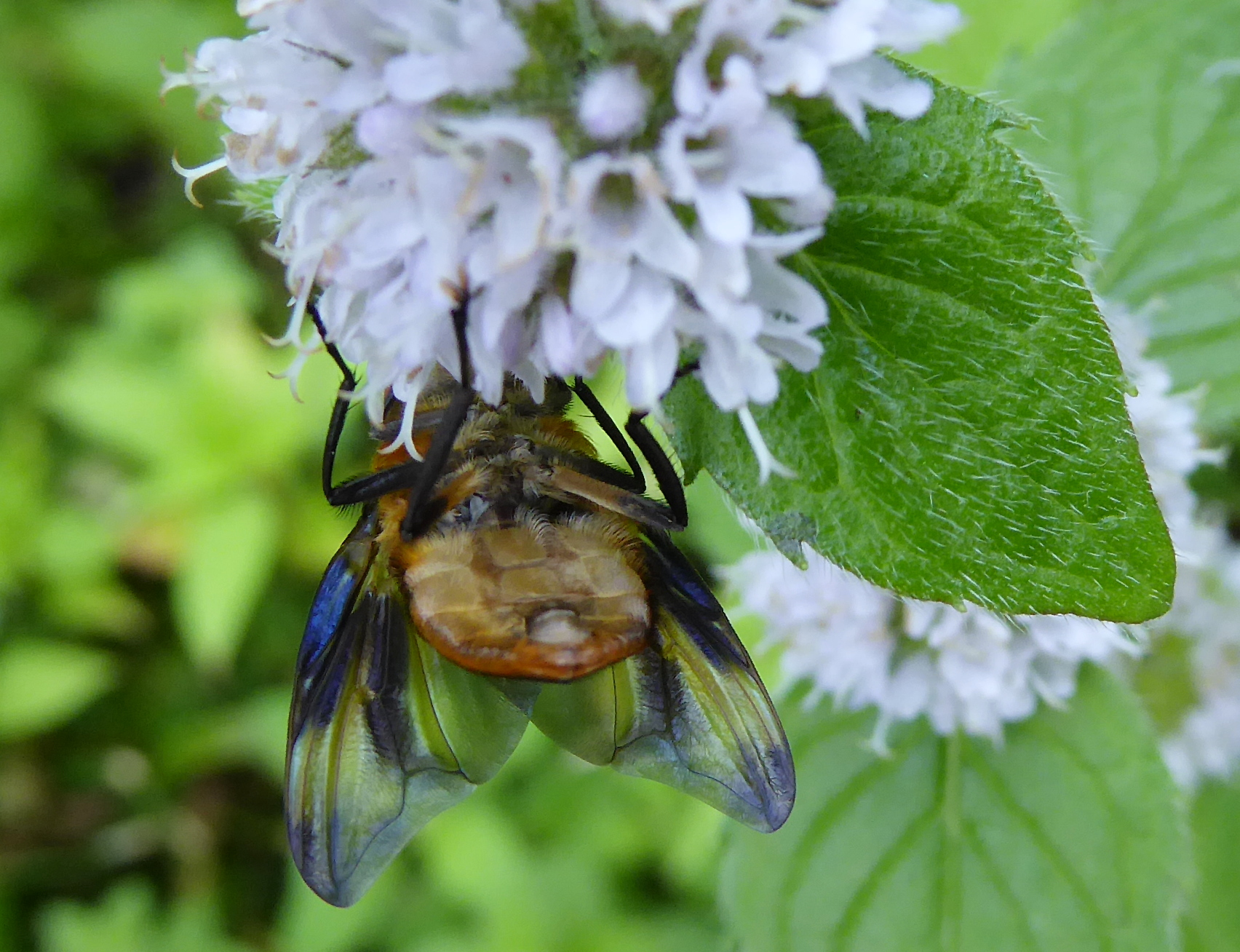
Phasia hemiptera на квітці м'яти польової

Китицекореневий багаторічник з довгим повзучим кореневищем. Пагони заввишки 20—50 см, прямостоячі, лежачі або висхідні. Листя на коротких черешках, верхні — сидячі, яйцеподібні або яйцеподібно-довгасті, з серцеподібною або клиноподібною основою, на верхівці гострі, по краю пильчато-зубчасті. Квітки в розсунутих густих помилкових колотівками, майже правильні. Чашечка дзвоникова з трикутними короткими зубцями, віночок ліловий або рожево-ліловий. Всі 4 тичинки однакової довжини. Горішки округлі, завдовжки близько 1 мм, гладкі, без кіля. Рослина з сильним запахом. Цвіте в травні — жовтні.

## Поширення
Бореальний євразійський вид, широко поширений в лісовій зоні. Росте в Сибіру, аж до Камчатки, на Кавказі і в Середній Азії, в Європі, Тибеті, Гімалаях, Японії та Китаї.

### Природнийареал
- Помірна Азія
  - Кавказ: Азербайджан; Російська Федерація — Передкавказзя
  - Середня Азія: Казахстан; Киргизстан; Таджикистан; Туркменістан
  - Сибір: Бурятія, Республіка Алтай, Тува, Республіка Саха, Алтайський край, Красноярський край, Іркутська область, Кемеровська область, Курганська область, Новосибірська область, Омська область, Томська область, Тюменська область
  - Західна Азія: Афганістан; Туреччина
- Тропічна Азія
  - Індійський субконтинент: Індія; Непал
- Європа
  - Східна Європа: Білорусь; Естонія; Латвія; Литва; Молдова; європейська частина Росії; Україна
  - Середня Європа: Австрія; Бельгія; Чехословаччина; Німеччина; Угорщина; Нідерланди; Польща; Швейцарія
  - Північна Європа: Данія; Фінляндія; Ірландія; Норвегія; Швеція; Об'єднане Королівство
  - Південно-Східна Європа: Болгарія; країни колишньої Югославії ; Греція; Італія; Румунія
  - Південно-Західна Європа: Франція; Португалія; Іспанія

### Ареалнатуралізації
- Північна Америка
  - Канада; Сполучені Штати Америки

### Культивування
- Тропічна Азія
  - Індокитай: В'єтнам
  - Малезія: Малайзія; Філіппіни; Сінгапур

## Екологія
Росте переважно в лісовій зоні. Любить сирі місця, болотисті ліси, луки, поля, береги річок, озер, канав, біля річок і вздовж доріг заходить в лісотундру і тундру, в горах зростає приблизно до 1600 м, надає перевагу пухким, незадернованним вологим ґрунтам.

## Використання

### У харчуванні
Свіжі листки м'яти застосовуються як приправа до салатів, овочів, рибних та м'ясних страв, для ароматизації цукерок, печива, квасу, чаю, вин, настоянок.
Медонос. Широко культивують. Особливо цінується різновид м'яти польової Mentha arvensis var. piperascens Hort., з високим вмістом (до 92 %) ментолу в ефірній олії.

### У медицині
Це лікарська рослина, містить ефірні олії, ментол.
Ефірну олію широко вживають у медицині як шлункове і болевгамовуюче; ментол при нежиті, мігрені, як знезаражуюче і болезаспокійливе при обмороженнях.
Входить до складу апетитного, шлункового, вітрогінного, потогінного, жовчогінного і заспокійливого зборів і збору для ванн.
В тибетській медицині рослину вживають внутрішньо при туберкульозі легенів і шлункових захворюваннях; зовнішньо — для обмивань і примочок при судомах, ревматичному і артритному болях, зуді і запальних процесах шкіри.